# Micromort
De micromort is de eenheid waarin mortaliteit wordt uitgedrukt. De term werd in 1968 door de besliskundige Ronald A. Howard (27 augustus 1934 - ) van de Stanford University in Californië bedacht en heeft algemeen ingang gevonden. Een kans van één miljoenste op een dodelijke afloop komt overeen met 1 micromort.

## Voorbeelden
- Deltavliegen: 8 micromort per reis[1]
- Ecstasy (MDMA): 0,5 micromort per tablet, oplopend tot 13 bij gebruik van andere drugs[2]
- Bevallen (vaginaal): 120 micromort[3]
- Bevallen (keizersnede): 170 micromort[3]
- mRNA-vaccinatie tegen COVID-19 (Pfizer of Moderna): kleiner dan 0,03-0,5 micromort[4]
- AstraZeneca-vaccinatie tegen COVID-19: 2,9 micromort[5]
- Sterftecijfer infectie COVID-19 zonder vaccin
  - op 10-jarige leeftijd: 20 micromort
  - op 25-jarige leeftijd: 100 micromort
  - op 55-jarige leeftijd: 4.000 micromort
  - op 65-jarige leeftijd: 14.000 micromort
  - op 75-jarige leeftijd: 46.000 micromort
  - op 85-jarige leeftijd: 150.000 micromort[6]